# Endometrio
L'endometrio è una mucosa che riveste la parte interna dell'utero, ed è composto da epitelio ghiandolare e da una mucosa che aderisce al miometrio, la tonaca muscolare della parete uterina.
Durante il ciclo mestruale, la parte superficiale dell'endometrio subisce alcune modificazioni strutturali mentre quella più interna ha una funzione rigenerativa.
In età fertile, si possono distinguere due strati nell'endometrio: lo strato basale, che grazie alle cellule staminali produce lo strato funzionale, che diventa più spesso con la proliferazione delle cellule endometriali.

## Modificazioni in relazione al ciclo mestruale
Durante ogni ciclo mestruale l'endometrio va incontro a modificazioni che possono essere suddivise in tre fasi principali: mestruale, proliferativa e secretiva. Ha uno spessore variabile, ed è costituito da:
- epitelio di rivestimento: con cellule secernenti di tipo cilindrico semplice;
- lamina propria: tessuto connettivo ricco di cellule e povero di fibre.

## Vascolarizzazione
Arterie basali provenienti dall'arteria uterina irrorano la parte profonda non soggetta a modificazioni.